# Вулька-Здункувка
Вулька-Здункувка (пол. Wólka Zdunkówka) — село в Польщі, у гміні Вогинь Радинського повіту Люблінського воєводства.
Населення — 247 осіб (2011).
У 1975-1998 роках село належало до Білопідляського воєводства.

## Демографія
Демографічна структура станом на 31 березня 2011 року:
|          | Загалом | Допрацездатний вік | Працездатний вік | Постпрацездатний вік |
| -------- | ------- | ------------------ | ---------------- | -------------------- |
| Чоловіки | 122     | 20                 | 86               | 16                   |
| Жінки    | 125     | 27                 | 69               | 29                   |
| Разом    | 247     | 47                 | 155              | 45                   |